# Sveti Georgije ubiva azdahu
Sveti Georgije ubiva aždahu é um filme de drama sérvio de 2009 dirigido por Srđan Dragojević. Foi selecionado como representante da Sérvia à edição do Oscar 2010, organizada pela Academia de Artes e Ciências Cinematográficas.

## Elenco
Segue o elenco:
- Lazar Ristovski – Đorđe Žandar
- Milutin Milošević – Gavrilo Vuković
- Nataša Janjić – Katarina
- Bora Todorović – Deda Aleksa
- Zoran Cvijanović – Mile Vuković
- Dragan Nikolić – Padre
- Boris Milivojević – Rajko Pevac
- Branislav Lečić – capitão Tasić